# Бичков Афанасій Федорович
Афана́сій Фе́дорович Бичко́в (рос. Афанасий Фёдорович Бычков; нар. 15(27) грудня 1818, Фрідріхсгам, Фінляндія — пом. 2(14) квітня 1899, Санкт-Петербург, Російська імперія) — російський історик, археограф, бібліограф, палеограф. Академік Петербурзької академії наук (1869).

## Життєпис
1844 року призначений хранителем Відділення рукописів і церковнослов'янських стародруків Публічної бібліотеки, в якій поставив собі за мету скласти найповніше зібрання російських книг. Розшукував у приватних осіб і букіністів книги, надруковані церковнослов'янським і гражданським шрифтом. Був помічником директора (1868—1882) і директором (1888—1899) Публічної бібліотеки в Петербурзі. 1893 року Бичкова обрали головою у Відділенні російської мови і словесності (ОРЯС). Склав ці повноваження за три місяці до смерті. З його ініціативи з'явилося немало наукових праць.
Редагував «Словарь белорусского наречия» І. Носовича (1870), «Библиологический словарь и черновые к нему материалы» П. М. Строєва (1882), «Древние памятники русского письма и языка» І. Срезневського (1882), «Материалы для словаря древнерусского языка по письменным памятникам» І. Срезневського (т. 1 і два вип. т. 2), «Известия ОРЯС», «Словарь русского языка» (т. 1, вип. 3) тощо.